# طريق عقبة ثرة مكيراس

صورة توضح بعضا من منعطفاته

طريق عقبة ثرة مكيراس في اليمن يعتبر من أكثر الطرق صعوبة في العالم لكثرة منعطفاته، تم شقه في مطلع ستينات القرن الماضي بإشراف المهندس البريطاني (شيبي) وذلك إبان وجود المحمية البريطانية في مكيراس آنذاك، وقد بلغت منعطفاتها 52 منعطفاً. وكانت عقبة ثرة وعرة وضيقة وقد تم إعادة تأهيلها وتوسعتها واختصار كثير من منعطفاتها في عام 1988م وذلك على حساب البنك العربي الإسلامي.